# جورج بیدل ایری
ستاره‌شناس انگلیسی سر جورج بیدل ایری (به انگلیسی: George Biddell Airy) متولد بیست و هفت ژوئیه ۱۸۰۱است. در سال ۱۸۱۹ وارد دانشگاه کمبریج شد و در بیست و شش سالگی به درجه استادی ستاره‌شناسی رسید، در آنجا از کمبریج به گرینویچ انتقال یافت. در سال ۱۸۳۵ به هفتمین ستاره‌شناس سلطنتی منتخب شد. از او به خاطر عدم همکاری با جان کاوچ آدامز که باعث دیر تر شدن کشف نپتون شد، همواره انتقاد می‌شد. ایری سرانجام در دوم ژانویه سال ۱۸۹۲ از دنیا رفت.

## کنترل پایداری
مسئله‌ی تحلیل پایداری تلسکوپ‌ها و تلاش ایری برای حل آن، از عوامل ورود ریاضیات به دنیای مهندسی کنترل بود.

## منیع
- . دانشنامه ستاره‌شناسی http://www.haftaseman.ir/webdb/article.asp?id=201. دریافت‌شده در ۱۶ بهمن ۱۳۹۲. پارامتر |عنوان= یا |title= ناموجود یا خالی (کمک)
- مشارکت‌کنندگان ویکی‌پدیا. «George Biddell Airy». در دانشنامهٔ ویکی‌پدیای انگلیسی، بازبینی‌شده در ۱۶ بهمن ۱۳۹۲.

1. ↑  تاریخ مهندسی کنترل، علی خاکی صدیق، ص ۵